# Adriaan Cornelis van der Have
Adriaan Cornelis van der Have (Nieuwerkerk, 30 mei 1886 – Oosterland, 25 mei 1952) was een Nederlands politicus. 
Hij werd geboren als zoon van Job van der Have (1847-1905) en Pieternella Marina van den Berg (1851-1927). Hij was aanvankelijk net als zijn vader landbouwer. In 1926 volgde hij zijn enkele maanden eerder overleden oom Jan Cornelis van der Have op als burgemeester van Oosterland. Van der Have ging in 1951 met pensioen en overleed nog geen jaar later op 65-jarige leeftijd. 